# Драган Станојевић
Драган Станојевић (Прибој, 28. мај 1971) српски је политичар и дипломирани економиста. Он од фебруара 2024. обавља функцију народног посланика у скупштини Србије. Изабран је за Председника Одбора за дијаспору и Србе у региону. Један је од оснивача Покрета МИ - Глас из народа.

## Биографија
Драган Станојевић је рођен у Прибоју где је завршио основну и средњу школу. Дипломирао је на Економском универзитету у Међурегионалној Академији за Управљање кадровима (ИАПМ) у Украјини.
Године 1992. долази у Русију, у град Перм, на место шефа обезбеђења у фирми Ратко Митровић. Од 1995 године је постао шеф представништва приватне авио-компаније у Украјини. Организује прве међународне летове за Београд, где повезује летове из Русије и Украјине у Србију. Године 1997. оснива мешовиту  југословенско-украјинску компанију СП “Юг–Укр–Контракт”. Компанија је настала са 85 одсто страног капитала. Фирма се бавила производњом опреме за исхрану, али највише спољном трговином, експортом производа из црне металургије (арматура, лимови, жица) , енергетског угља, хемијске продукције, храстових елемената, паркета и др).
Од 2000 године активно улази у грађевински сектор  и гради елитне објекте, виле, затворене комплексе. 2010 региструје нову фирму и бренд под називом "СЕТС" Српски Еколошки Топлотни Системи, која се бави реализацијом котларница и других енергетских постројења на Руском и Украјинском тржишту.
Од 1999. године активирао се у друштвено-политичком животу и почео је активно да ради на заштити интереса српског народа. После његових јавних говора и оштре оцене  деловања НАТО-а и света против Србије и напада које је доживео због тога, одлучио је да свом деловању да званични статус. Тако у јуну 1999 , ствара прву српску заједницу на постсовјетском простору под називом Српска Општина „Свети Сава“.
Након тога се активирао у друштвено-политичком животу Србије, Украјине и Русије, користећи стечене контакте, учествовао у десетинама телевизијских емисија, давао интервјуе у великом броју медија, учествовао у разним конференцијама , организовао скупове и демонстрације, остварио је сарадњу са многим јавним и политичким организацијама и познатим личностима у одбрани српског народа.
У различитим периодима био је заменик председника савета за дијаспору при Амбасади Југославије, иницијатор и члан председништва првог Светског српског Сабора, члан одбора Светског словенског комитета, почасни члан више међународних организација, политичких партија, фондација и добротворних организација.
Има пријатељске односе са козачким организацијама које траје више од 20 година. Он је главни иницијатор  и покровитељ стварања српске организације у земљама Заједници независних држава (ЗНД), као јединственом Српском организацијом са Међународним статусом, под називом „Уједињена српска дијаспора Евроазије“, која ствара огранке широм земаља ЗНД. Ова организација је била кровна организација српске дијаспоре на постовјетском простору. Организација је постала врло битан друштвено-политички елемент у овим државама. У њеној организацији је одржан велики број конференција, округлих столова, протеста, економских форума, тако да је постала незаобилазан фактор у руско-српским и украјинско-српским односима. Међутим, по налогу Службе Безбедности Украјине, преко Окружног управног суда Кијева 2020 донета је одлука о забрани делатности ове српске организације, што је преседан, јер је тиме забрањен рад српске дијаспоре.
Драган Станојевић не крије жељу да ради на специјалним односима са Руском Федерацијом, Белорусијом и Украјином, ради обезбеђивања заједничких националних интереса. Уз његову помоћ реализовано је доста пословних пројеката.
Драган Станојевић је 2009. године именован за амбасадора Републике Српске Крајине у егзилу за земље ЗНД.
Био је организатор и суорганизатор великих међународних конференција (алтернативни систем безбедности, енергетска безбедност у данашњем свету и слично) у Београду, Москви и Кијеву. Био је посматрач и модератор међународних посматрача на председничким и парламентарним изборима у Русији и Украјини.. Учествовао у својству експерта на великом броју међународних конференција.
Године 2013. је изабран за Председника Скупштине Дијаспоре и Срба у Региону, као највећег представничког тела нашег расејања.
Почетком 2014. био је принуђен да са породицом напусти Украјину.
Посебним успехом у свом раду сматра изгласавање Резолуције о очувању Косова и Метохије која је усвојена у Украјинском Парламенту, управо на иницијативу Драгана Станојевића.
Од априла 2018 председник је Покрета Родољуби отаџбине и дијаспоре-РОД.
„После регистрације Покрета Родољуби отаџбине и дијаспоре-РОД, који су основали лидери српских заједница на свим континентима у циљу заштите интереса српског расејања и српских интереса у целини, одржана је и Изборна скупштина Покрета РОД, од 9. до 11. априла у, симболично одабраном, манастиру Милешева и околини. У саопштењу РОД-а, између осталог пише, да се после дужег договарања дошло до идеје да се створи једна врста покрета који би представљао 5 милиона расејаних Срба са свих континената, као и оне у матици, и то без идеолошких одредница. Драган Станојевић је у порти манастира Милешева прочитао припремљену и усаглашену Декларацију коју је РОД урадио у циљу одбране Косова и Метохије.“
У децембру 2023. „Слободна Европа“ објавила је информацију да се Станојевић налази на челу и српског огранка руске невладине организације „Друга Украјина“.
„У Србији је регистровано представништво руске невладине организације ’Друга Украјина’, коју је након одласка у Русију основао Виктор Медведчук, бивши украјински политичар оптужен за издају од стране тадашњих украјинских власти.
„Слободна Европа“ наводи да је Станојевић од јуна 2021. под санкцијама украјинског Савета за националну безбедност и одбрану и да му је од тада три године забрањен улазак у Украјину.
Према платформи Јуконтрол (ИоуЦонтрол), преноси „Слободна Европа“, у Украјини је Станојевић и даље на челу Заједничке фирме „Југ-Укр-Контракт“ ДОО, са имовином у Кијевској и Дњепропетровској области.
Он је један од оснивача Покрета „МИ-Глас из народа, која је касније на Парламентарним изборима одржаним 17. децембра 2023  успела да пређе изборни цензус за Скупштину Србије (4,70 одсто).
Драган Станојевић је народни посланик од 06.02.2024.

### Чланство у одборима
- Одбор за дијаспору и Србе у региону (председник)
- Одбор за привреду, регионални развој, трговину, туризам и енергетику (члан)
- Одбор за просторно планирање, саобраћај, инфраструктуру и телекомуникације (члан)
- Одбор за финансије, републички буџет и контролу трошења јавних средстава (заменик члана)[1]

### Ставови
Косово и Метохија је српска територија чак да тамо нема ниједног човека. Према његовим речима, о томе не може да буде никакве полемике. „Сви споразуми, Бриселски, какви год, морају да буду поништени."
Подржава све програмске циљеве Покрета МИ - Глас из народа.

### Лични живот
Ожењен је, има двоје деце.